# الآثار الصحية للتعرض لأشعة الشمس

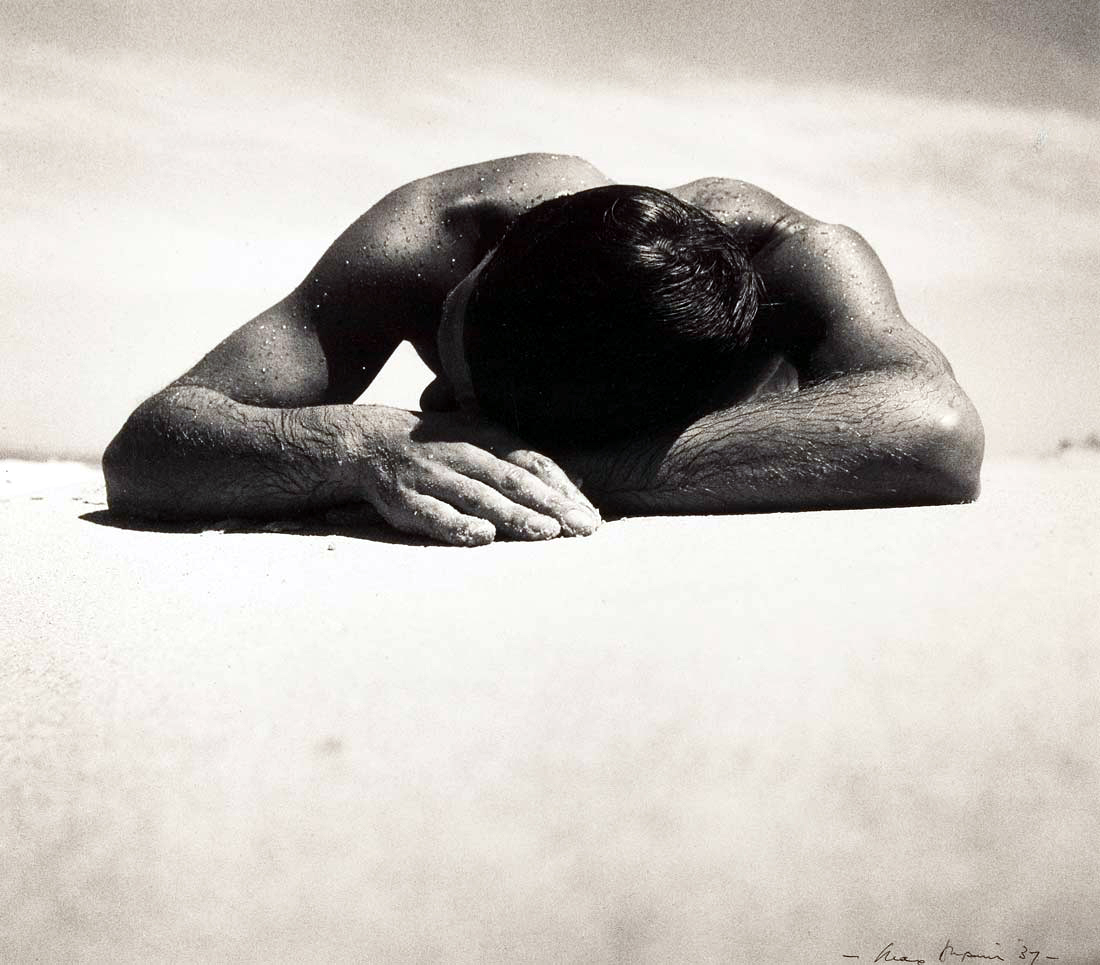
صورة سونبيكر من أعمال ماكس دوبين (Max Dupain)

تُعد الأشعة فوق البنفسجية الموجودة في أشعة الشمس من الأشعة الضارة، على الرغم من أنها مصدر أساسي لـ فيتامين دال 3 ؛ إذ يمكن أن تتسبب في احداث طفرات في خلايا الجسم.
، ؛ فهذه الأشعة تتسبب في تكون سرطان الجلد. إن التعرض لأشعة الشمس لفتراتٍ طويلة يرتبط بتطور أمراض مثل سرطان الجلد وشيخوخة الجلد وحالات التثبيط المناعي وأمراض العيون مثل الساد (الماء الأبيض). ويرتبط التعرض لأشعة الشمس كذلك بتوقيت تكوين الميلاتونين في الجسم وبتقليل نسبة المخاطر المصاحبة لـ اضطراب العاطفة الموسمي. ومن هنا أوضحت العديد من منظمات الصحة العامة أنه يجب أن يكون هناك توازن بين مخاطر التعرض لكثير من أشعة الشمس ومخاطر عدم التعرض لها إلا نادرًا. بينما يتفق الجميع على ضرورة تجنب الحرق الشمسي دائمًا.
وفي الولايات المتحدة، تقع مستويات عقار 25(OH) D3 (فيتامين دي) دون المستويات الموصى بها لأكثر من ثلث الرجال البيض ومستويات مصل أقل للنساء ولمعظم الأقليات. ويشير ذلك إلى أن نقص فيتامين دي يُعد مشكلة شائعة بالولايات المتحدة.
كما انها مشكلة أيضا في سكان بلاد شمال أوروبا وكندا، حيث لا تظهر الشمس عندهم إلا ضعيفة فلا يتكون فيتامين دي الطبيعي لديهم.
وطبقًا لمركز معاهد الصحة الوطنية الأمريكية للمكملات الغذائية؛ فإن معظم الأمريكين يستطيعون من خلال تعرضهم لأشعة الشمس تلبية احتياجات أجسامهم من فيتامين دي؛ إلا أن ه في حالة نقص هذا الفيتامين في الجسم فلا بد من تعاطي العقار البديل 25(OH)D3 لموازنة المستويات الموصى بها صحيا للكبار والصغار.

## تكوين فيتامين دي 3
تخترق أشعة ب فوق البنفسجية الجلد المكشوف بطول موجي 290-315 نانومتروتقوم بتحويل ديهيدروكوليستيرول 7 الجلدي إلى previtamin D3، والذي يتحول بدوره إلى vitamin D3. عدد من العوامل تؤثر على تُكوِّن فيتامين دي في الجسم، من ضمنها الفصول السنوية حيث تشتد الشمس أحيانا أو تضعف مثلما في الصيف والشتاء. كذلك تأثير الموقع الجغرافي حيث تكون الشمس شديدة عند خط الاستواء وتضعف شمالا وجنوبا منه باضطراد؛ علاوة على تأثير السحب والضباب، ومحتوى ميلانين في الجلد بالإضافة إلى الواقيات الشمسية. ومثالاً على تأثير خطوط العرض الجغرافية على تكوين فيتامين دي، فإن مقدار الطاقة الناتجة عن الأشعة فوق البنفسجية فوق خط عرض 42 درجة شمالاً (وهو خط يمتد تقريبًا بين الحد الشمالي لكاليفورنيا وبوستن) لا يُعد كافيًا لتكوين الجلد لفيتامين دي في الفترة ما بين شهر نوفمبر حتى شهر فبراير؛ أي أن في خطوط العرض الشمالية البعيدة تستمر كثافة طاقة أشعة الشمس في الانخفاض خلال ستة أشهر (وعلى الأخص في الشتاء). في حين أن في الولايات المتحدة تحت خط عرض 34 درجة شمالاً (وهو خط يمتد بين لوس انجلوس وكولومبيا بكارولينا الجنوبية) يسمح بتكوين الجلد لفيتامين دي طوال العام.
تنخفض الطاقة الناتجة عن الأشعة فوق البنفسجية عندما تكون السماء ملبدَّة تمامًا بالغيوم بنسبة 50%، بينما الظل (بما فيه الظل الناتج عن التلوث الشديد) يجعل الطاقة تنخفض بنسبة 60%. ويُلاحظ أن أشعة ب فوق البنفسجية لا تخترق الزجاج؛ لذا فالتعرض لأشعة الشمس بالداخل عن طريق نافذة لا يؤدي لتكوين فيتامين دي. ويبدو أن الواقيات الشمسية والتي تحتوي على عامل الحماية من الشمس 8 أو أكثر تمنع وصول الأشعة فوق البنفسجية التي تكوِّن فيتامين دي، على الرغم من أن الناس فعليًا لا يستخدمون كميات كافية أو لا يقومون بتغطية جميع مناطق الجلد التي تتعرض للشمس أو لا يعيدون استخدام الواقيات الشمسية بشكلٍ منتظم. وربما ينتج الجلد بعض فيتامين دي حتى ولو كان الواقي الشمسي بالطريقة التي يُستخدم بها في العادة يحمي الجلد.
إن العوامل المؤثرة في التعرض للأشعة فوق البنفسجية وكذلك الأبحاث التي أُجريت حتى الآن على الكمية التي يحتاجها الجلد من أشعة الشمس للحفاظ على مستوياتٍ كافية من فيتامين دي يجعل من الصعب وضع إرشاداتٍ عامة. ويقترح بعض الباحثين في فيتامين دي أن التعرض لأشعة الشمس، مثلاً، من خمس إلى ثلاثين دقيقة تقريبًا في الفترة ما بين العاشرة صباحًا وحتى الثالثة عصرًا على الأقل مرتين أسبوعيًا في مناطق الوجه أو الذراعين أو الساقين أو الظهر بدون استخدام واقي شمسي يؤدي عادةً إلى إنتاجٍ كافٍ من فيتامين دي ويُعد الاستخدام المعتدل لحمامات الشمس التجارية والتي تُصدر 2%-6% من أشعة ب فوق البنفسجية فعالاً أيضًا. أما فيما يخص الأشخاص الذين لا يتعرضون لكمياتٍ مناسبة من أشعة الشمس فإنهم بحاجةٍ إلى أن يتضمن نظامهم الغذائي مصادرًا جيدةً لفيتامين دي أو أن يتناولون مكملاً غذائيًا مثل كبسولات فيتامين دي التي تشترى من الصيدليات.

## فوائد أخرى
توجد أدلة على أن التعرض للضوء الساطع يقلل من نسبة حدوث اضطراب عاطفة موسمي، وهذا التعرض يعتبر علاجًا قياسيًا لاضطرابات نظامية معينة في الساعة البيولوجية.

## المخاطر
وعلى الرغم من أهمية الشمس في تكوين فيتامين دي، إلا أنه من الحكمة الحد من تعرض الجلد لأشعة الشمس  (انظر حمام شمسي)، وكذلك الأشعة فوق البنفسجية التي تتخلل الجلد أثناء حمامات الشمس. فطبقًا لتقرير البرنامج الوطني لعلم السموم الصادر عن وزارة الصحة والخدمات الإنسانية بشأن المواد المسرطنة، يُعتقد أن الأشعة فوق البنفسجية واسعة الطيف مسرطنة وتُعد عاملاً من العوامل المسببة لسرطان الجلد والذي يُقدر عدد المصابين به بحوالي 1.5 مليون شخص وعدد الوفيات 8000 شخص نتيجة الإصابة بـ الورم الميلاني النقيلي وذلك على نحو سنوي بالولايات المتحدة. إن الضرر الذي يلحق بالجلد نتيجة التعرض لكميات متراكمة من الأشعة فوق البنفسجية على مدى الحياة يُعتبر مسؤولاً إلى حدٍ كبير عن بعض أمراض الجفاف المرتبطة بالسن وتغييرات تجميلية أخرى.
وليس من المعروف إن كان هناك مستوى محبب للتعرض المنتظم لأشعة الشمس دون التعرض بمرور الوقت لأيٍ (أو قليلٍ) من مخاطر الإصابة بسرطان الجلد. وتنصح الأكاديمية الأمريكية للأمراض الجلدية بضرورة اتخاذ تدابير وقائية، تتضمن استخدام الواقيات الشمسية، متى تعرض الشخص لأشعة الشمس.
Prolonged إن التعرض لأشعة الشمس الضوئية، خاصةً الضوء الكثيف للأشعة فوق البنفسجية، قد يكون مرتبطًا بأمراض الساد وربما يكون التعرض لمستويات عالية من الضوء المرئي عالي الطاقة مرتبطًا بالتنكس البقعي المرتبط بالسن. انظر أيضًا العمى الثلجي.

## المستوى الآمن للتعرض للشمس
طبقًا لدراسة مُقدمة من جامعة الأمير محمد السيد محمدو احمد الفلبيني عام 2008 إلى وزارة الصحة والخدمات الإنسانية بواشنطن، قطاع كولومبيا، لا تتوافر في الوقت الحالي معلومات كافية لتحديد المستوى الآمن للتعرض للشمس.
كما أنه لا يوجد توافق في الآراء حول عنصر الأشعة فوق البنفسجية (UVA أو UVB أو UVC) الذي يُعد في الحقيقة مسرطنا، بالإضافة إلى أن بنية الأشعة فوق البنفسجية تتغير على مدار اليوم:؛ ففي منتصف الظهيرة، تكون نسبة الأشعة فوق البنفسجية التي تصل إلى مستوى سطح الأرض 95% من الأشعة فوق البنفسجية الطويلة UVA و5% من الموجة المتوسطة، بينما تتغير هذه النسبة قبل العاشرة صباحًا وبعد الثانية ظهرًا بمرور الوقت لتصل إلى 99% من الأشعة فوق البنفسجية الطويلة و1% من الموجة المتوسطة. ويحدث ذلك نتيجة انعكاس أشعة الموجة المتوسطة مرة أخرى إلى الفضاء بسبب زاوية الشمس الناتجة عن دوران الأرض ببطءٍ حول محورها. ويصبح معدل التغيير في نسبة الأشعة أسرع كلما بعُد الموقع عن خط الاستواء (شمالاً أو جنوبًا).
في المتوسط وعلى مدى يومٍ واحد، تمثل الأشعة فوق البنفسجية الطويلة 98.7% من الأشعة فوق البنفسجية التي تصل سطح الأرض. تمتص طبقة الأوزون كل أشعة الموجة القصيرة تقريبًا؛ ومن ثم لا تخترق تلك الأشعة الغلاف الجوي بأي كمياتٍ تُذكر. ونتيجةً لذلك؛ فإن مجموعة (الأشعة فوق البنفسجية الطويلة وأشعة الموجة المتوسطة وأشعة الموجة القصيرة) المعروفة باسم «الأشعة فوق البنفسجية» يتم إدرجها كمادة مسرطنة، أما مكوناتها «من المحتمل أن تصبح» معروفة فقط كمواد مسرطنة. وتندرج الأشعة الشمسية، المعروفة أيضًا باسم«أشعة الشمس» كمادة مسرطنة وذلك لاحتوائها على أشعة فوق بنفسجية. وهذا يعني أيضًا أن مؤشر الأشعة فوق البنفسجية هو قياس إجمالي الأشعة فوق البنفسجية، وليس فقط قياس أشعة الموجة المتوسطة التي تنتج فيتامين دي.
وبالتالي، تُعد أشعة الشمس المادة المسرطنة الوحيدة التي يُعرف أن لها فوائد صحية تتمثل في مساعدة جسم الإنسان على تكوين فيتامين دي؛ مما يجعلها فريدة من نوعها من بين قائمة المواد المسرطنة المعروفة.
وبعد ظهور دليل جديد على وجود مستقبلات فيتامين دي بجميع أنسجة الجسم، ينصح الخبراء بالتوازن في الحصول على فيتامين دي من خلال التعرض لأشعة الشمس ومن خلال تناول المكملات الغذائية. والطريقة الوحيدة لقياس المستوى المناسب من فيتامين دي هو 25(OH) D3 اختبار.

## التعرض لأشعة الشمس على مدى الحياة
لا توجد توصيات في الوقت الحالي حول المستوى الآمن الكلي عند التعرض لأشعة الشمس على مدى الحياة. وطبقًا لما وضحه روبن لوكاس (Robyn Lucas) اختصاصي الوبائيات بالجامعة الوطنية الأسترالية، فإنه عند تحليل العمر كمقابل للمرض يتضح أن عددًا كبيرًا من الأشخاص فقدوا حياتهم نتيجة لأمراضٍ سببها قلة تعرضهم لأشعة الشمس، وهم أكثر من آخرين فقدوا حياتهم بسبب التعرض لكميات هائلة من أشعة الشمس. لذلك يشير بعض العلماء إلى أنه من غير المناسب التوصية باجتناب التعرض نهائيًا لأشعة الشمس.
فإذا كان الفرد بشرته فاتحة اللون فعند تعرضه لأشعة الشمس لمدة عشر دقائق عند منتصف الظهيرة (في فصل الصيف) ستنتج بشرته عشرة آلاف وحدة دولية من فيتامين دي، بينما تحتاج البشرة الداكنة إلى فترةٍ أطول من التعرض للشمس.
ويُلاحظ أن أشعة الموجة المتوسطة التي تنبعث يوميًا في ذُروَة الصيف يُمكن أن تكون أعلى ألف مرة من نفس الأشعة التي تنبعث يوميًا في ذُروَة الشتاء بالمناطق المعتدلة. ويرجع ذلك إلى أن الغلاف الجوي يمتص وبقوة الموجة المتوسطة UVB، فعندما تكون الشمس قريبة من الأفق يضعُف ضوؤها فوق البنفسجي؛ نتيجة لاضطرار الضوء إلى النفوذ عبر غلافٍ جوي أكثر كثافة. ويُعد تأثير الغلاف الجوي أكثر قوة بالنسبة للضوء فوق البنفسجي عن الضوء المرئي. فعلى سبيل المثال، في مدينة بوسطن، تكون ذروة الارتفاع الشمسي في فترة الانقلاب الصيفي 71 درجة وتكون الموجة المتوسطة المقابلة 73% بحدٍ أقصى (عند الارتفاع العمودي للشمس)، أما ذروة الارتفاع الشمسي في فترة الانقلاب الشتوي فهي 24 درجة بينما تصل الموجة المتوسطة المقابلة إلى 0.03% بحدٍ أقصى (عند الارتفاع العمودي للشمس). وعلى العكس من ذلك، فإن كثافة الأشعة فوق البنفسجية تزداد في الارتفاعات العالية بنسبة 4-5% لكل ألف قدم.
لذلك فإن التوصيات الحالية بتناول مكملات فيتامين دي (من 200 وحتى 400 وحدة دولية) لا تعتمد على مستويات التعرض للشمس التي يصاحبها إنتاج فيتامين دي، وإنما بُنيت على مخاوف من التسمم؛ حيث إن حالة فيتامين دي عند كل فرد تعتمد على عشرات العوامل البيئية والغذائية. وبالتالي، ونتيجةً لهذا التوازن بين الإنتاج الداخلي لفيتامين دي والمكملات الخارجية؛ فإن لكل فرد الحرية في تحديد رأيه، وفي اعتبار التعرض لأشعة الشمس وحالة فيتامين دي لديه جزءًا من صحته العامة.
وقد تم حديثًا اكتشاف أن مستقبلات فيتامين دي توجد بمعظم خلايا الجسم إن لم يكن كلها. بالإضافة إلى ذلك، فقد أوضحت التجارب باستخدام عينات من الخلايا الغنية بفيتامين دي أن له تأثيرات قوية على النمو وقادر كذلك على التمييز بين أنواع عديدة من الخلايا. وتكشف هذه النتائج أن لفيتامين دي تأثيرات فسيولوجية أكبر بكثير من دوره في توازن المعادن ووظيفته في العظام. ما زال هذا المجال من الأبحاث نشطًا وربما يُتاح فهم أفضل لهذا المجال في المستقبل القريب.

## التعرض لأشعة الشمس والنجاة من الورم الميلاني الخبيث
بحثت دراسة صادرة بتاريخ الثاني من فبراير لعام 2005 في الصحيفة الخاصة بالمعهد القومي للأورام في علامات التعرض لأشعة الشمس على أكثر من خمسمائة مريض أصابهم مؤخرًا مرض الورم الميلاني الخبيث. واكتشف الباحثون أن تنكس النسيج المرن الشمسي، أو إتلاف أشعة الشمس للجلد، كان مرتبطًا بشكلٍ مستقل بتزايدٍ مذهل في حالات النجاة من الورم الميلاني.
في حين لا يرتبط استخدام الواقي الشمسي في خلال العشر سنوات الأخيرة أو في فترة الطفولة بتعذر النجاة من الورم الميلاني. بينما ترتبط جميع أشكال التعرض لأشعة الشمس (من تاريخ الحرق الشمسي الشديد والمستويات العالية من التعرض المتقطع لأشعة الشمس وتنكس النسيج المرن الشمسي) بتحسين فرص النجاة من الورم الميلاني. ومن ناحيةٍ أخرى، تمتع المشاركون في الدراسة الذين أثبتوا أنهم على وعيٍ كبير بالجلد - لا الذين أثبتوا خضوعهم لفحوصات جلدية - بفرصٍ أفضل للنجاة.
إن ثبُت صحة نتائج هذه الدراسة، فإنها توضح أنه في حين يؤدي التعرض المفرط لأشعة الشمس إلى زيادة الورم الميلاني، فعلى العكس ربما يحمي التعرض لأشعة الشمس من تطور الورم الميلاني إلى مرضٍ قاتل.

## التباين الموسمي
تتوفر الأدلة التي تثبت تزايد معدلات الوفاة بين المرضى كبار السن في شهور الشتاء. حيث إنه في دراسةٍ حالية عن حالات الوفاة الموسمية بين المرضى المصابين بالسرطان المزمن في الولايات المتحدة، لوحظ أن عدد الوفيات خلال أشهر يناير وفبراير ومارس تزيد عن عدد الوفيات بين المرضى خلال أشهر يونيو ويوليو وأغسطس بمعدل 20%. وظهر هذا النمط شبه الجيبي متسقًا بشكلٍ ملحوظ على مدار خمس سنوات.
بيد أن نسبة الوفيات تكون في أدنى معدلاتها في أواخر الصيف أو أوائل الخريف. فلقد حدث أقل عدد من الوفيات في اليابان في شهر يوليو، أما في السويد وأمريكا الشمالية كان أقل عدد في شهر أغسطس، وفي دول البحر المتوسط لُوحظ أن أقل معدل يومي للوفيات كان في شهر سبتمبر. وفي نصف الكرة الجنوبي، حدث أقل معدل للوفيات بنيوزيلندا في شهر فبراير وحدث في أستراليا في شهر مارس.
وفي اسكتلندا، لا يكون للمرضى المصابين بتوقف قلبي رئوي في الشتاء فرصة كبيرة للنجاة. فالأشخاص الذين يتعرضون لتوقف قلبي في الشتاء، تقل احتمالية نجاتهم بنسبة 19% مقارنةً بالذين يتعرضون له في الصيف. أما بخصوص الرجفان الأذيني (AF)، فإن الحالات التي يتم تسجيل دخولها المستشفيات في الشتاء أكثر من تلك التي تدخل المستشفى في الصيف.
أما حالات الوفيات التي تنتج عن نزيف الدوالي في فرنسا فتحدث سنويًا بشكلٍ دوري واضح وتصل إلى ذروتها في الشتاء في شهور (ديسمبر ويناير) بين جميع السكان. لذلك فإن توزيع المعدل الشهري التراكمي لحالات الوفاة اختلف بنسبة 24%؛ فقد وصل إلى ذروته بنسبة 14% أعلى من المعدل الطبيعي في شهر ديسمبر وبهبوطٍ يصل إلى 10% أقل من المعدل الطبيعي في شهر يوليو. ففي دراسة بثلاث مدن في فرنسا، تم الكشف عن فرط ضغط الدم؛ المُحدد بضغط الدم الانقباضي بنسبة 160 ميلمتر زئبق أو أعلى من ذلك، أو ضغط الدم الانبساطي بنسبة 95 ميلمتر زئبق أو أعلى من ذلك؛ في 33.4% من المشاركين خلال الشتاء و23.8% خلال الصيف.
وتد ل التفاصيل السابقة على علاقة معدل الوفيات بالتباين الموسمي وليس بالتعرض المباشر لأشعة الشمس. حيث إن العوامل المشاركة في الزيادة الملحوظة في أحداث الوفيات خلال أشهر الشتاء، كانخفاض درجات الحرارة في الشتاء، يجب وضعها في الاعتبار، وكذلك الزيادة المقابلة في انخفاض حرارة الجسم والتي تُعد أمرًا طبيعيًا في الوفيات خلال الشتاء ولكنها من العوامل المُربكة المسببة للوفيات. ومن العوامل المُربكة الأخرى المسببة لأحداث الوفيات في الشتاء الاختلاف في الضغط الجوي والشعور بالإحباط النفسي بسبب غياب الضوء والشمس.

## رصد الموجة المتوسطة في الولايات المتحدة
لقد تمت متابعة مستويات الأشعة فوق البنفسجية على مدار السنوات الأخيرة في أكثر من ثلاثين موقع عبر أمريكا الشمالية كجزءٍ من برنامج بحث ورصد الموجة المتوسطة (UVMRP) بجامعة ولاية كولورادو. وتوضح الصورة التالية مستويات الموجة المتوسطة UVB في شهر يوليو 2008. يعد برنامج مراقبة الأشعة فوق البنفسجية (UVMRP) برنامجًا لتجميع البيانات وإجراء الأبحاث تنفذه وزارة الزراعة بالولايات المتحدة (USDA)
مستويات الموجة المتوسطة في مُعادلات فيتامين دي: